# Santiago Carrillo
Santiago José Carrillo Solares (Gijón, 18 de enero de 1915-Madrid, 18 de septiembre de 2012) fue un periodista y político español, secretario general del Partido Comunista de España (PCE) desde 1960 hasta 1982, y una de las figuras clave en el comunismo español desde la Segunda República hasta el final de la Transición. Intervino en la guerra civil española, en la que el episodio más controvertido fue su grado de responsabilidad en las matanzas de Paracuellos, y fue una figura relevante de la oposición al franquismo y de la Transición española, llegando a ser diputado por Madrid en Cortes Generales durante nueve años (de 1977 a 1986).

## Infancia y juventud
Pasa su primera infancia en Asturias hasta que su padre, Wenceslao Carrillo Alonso-Forjador, obrero fundidor y militante de Partido Socialista Obrero Español (PSOE) y la Unión General de Trabajadores (UGT), adquiere en 1924 la condición de dirigente nacional de ambas organizaciones y la familia se ve obligada a trasladarse a Madrid. Se instalan en el barrio obrero de Cuatro Caminos donde vivirán sin abandonar las dificultades económicas, ya que las exiguas asignaciones que las organizaciones obreras destinaban a sus dirigentes difícilmente cubrían las necesidades de una familia con cinco hijos. Su madre fue María Rosalía Solares Martínez.
Santiago Carrillo llega a Madrid e ingresa en el Grupo Escolar Cervantes (ubicado en su barrio, Cuatro Caminos) dependiente de la Institución Libre de Enseñanza y dirigido por Ángel Llorca. Posteriormente diría en varias ocasiones que se había educado en el mejor colegio de la España de la época[cita requerida]. Completada la enseñanza primaria es seleccionado para cursar Bachillerato, pero no pudiendo la familia costear los derechos de examen, abandona los estudios para retomarlos años después. Mientras tanto comienza a trabajar como aprendiz en una imprenta. Poco después se afilia a las Juventudes Socialistas de España (JJ. SS.) y a la UGT.
En 1930, estudia periodismo (al igual que su padre) y comienza colaborar en El Socialista y el 14 de abril de 1931, proclamada la República, se le encarga la información parlamentaria. Carrillo se codea con los grandes periodistas encargados de la información parlamentaria de los otros periódicos: Víctor de la Serna (Informaciones), Wenceslao Fernández Flórez (ABC)...
En su militancia política, encuadrado desde un principio en la minoría revolucionaria del partido socialista (enfrentada a una mayoría reformista), pronto destaca por su capacidad de análisis y facilidad dialéctica. Desde la dirección de Renovación (la revista de las JJ. SS.), a la que accede en 1933, defiende su posición revolucionaria extendiéndola en el seno de las Juventudes.
En abril de 1934, es elegido secretario general de las Juventudes Socialistas. Existen dos corrientes en el PSOE de la época. El grupo dominante en inicio será el de los reformistas, comandados por Besteiro y Prieto. El otro grupo, también numeroso, es el de los revolucionarios, cuyo líder era Largo Caballero (el «Lenin español»). Carrillo empieza a colaborar estrechamente con Largo Caballero. Pronto lograría el aprecio de este, hasta el punto de llegar a ser considerado su "delfín". Partidario de la unificación de las juventudes obreras, intenta provocar la unidad de acción de las Juventudes Socialistas y Comunistas. Ambas organizaciones convocan manifestaciones y participan en mítines de forma unitaria. También intenta que Izquierda Comunista, organización de carácter trotskista, ingrese en el PSOE. Defiende la entrada del propio PSOE, una vez se haya impuesto el sector revolucionario, en la Internacional Comunista (IC).
Toma parte en el movimiento revolucionario conocido como Revolución de 1934, lo que le lleva a la cárcel hasta que, tras la victoria del Frente Popular en las elecciones del 16 de febrero de 1936, es puesto en libertad. Comparte cárcel con Largo Caballero, su propio padre y otros muchos dirigentes socialistas. Es durante este encierro cuando se distancia de las posturas políticas de Largo Caballero al considerarlas moderadas.

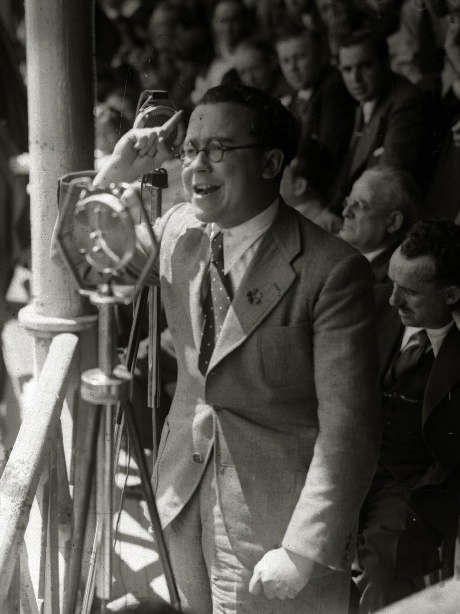
Fotografiado en 1936 en Tolosa

Al salir de la cárcel, los representantes de la Internacional Comunista en España le proponen y organizan un viaje a Moscú con las direcciones de las JJ. SS. y JJ. CC. para negociar su unificación. En Moscú, Santiago Carrillo se vio deslumbrado por la revolución triunfante. Las JJ. SS. y JJ. CC., muy cercanas ideológicamente, alcanzan acuerdos sobre la futura organización resultante, las Juventudes Socialistas Unificadas. La base organizativa sería la Federación de Juventudes Socialistas, que mantendría sus relaciones con el PSOE. Se acuerda la adhesión como “simpatizantes” a la Internacional Juvenil Comunista, se renuncia a cualquier relación con organizaciones trotskistas y se marca como objetivo la unificación de los partidos obreros, bajo la órbita de Moscú. Condición "sine qua non" para ser dirigente era no pertenecer a la masonería.
A su regreso a España, aun con la oposición de Carlos Hernández Zancajo (presidente de las JJ. SS.) y otros miembros de la dirección, la unificación no tarda en imponerse, y en este proceso experimenta un espectacular crecimiento hasta alcanzar los 200 000 afiliados.

### La Guerra Civil
La sublevación militar del 18 de julio sorprende a Santiago Carrillo en París. Regresa inmediatamente a España cruzando la frontera por Irún y, ya en San Sebastián, se incorpora al ejército republicano, participa en el asalto a un hotel ocupado por las tropas sublevadas y sale con una columna dirección a Aguilar de Campoo con la intención de avanzar hacia Madrid. Sin conseguir su objetivo, combate varias semanas en los montes de Ubidea (frontera entre Álava y Vizcaya), regresa nuevamente a Francia para entrar por la frontera catalana y así regresar a Madrid donde, con el grado de capitán, lucha en el frente de la sierra.
Tras estas primeras semanas de guerra, habiendo sido interrumpido el proceso de unificación de las juventudes comunistas y socialistas, los dirigentes de ambas organizaciones se reagrupan. Se abandona la idea de convocar un congreso y el 20 de septiembre se nombra una ejecutiva formada por siete socialistas y siete comunistas, con Santiago Carrillo a la cabeza como secretario general. Desde estos primeros momentos, las Juventudes Socialistas Unificadas se muestran especialmente activas estando presentes en todas las unidades y en todos los frentes, numerosos jóvenes se encuadran en sus filas para luchar contra la sublevación [cita requerida].

#### Defensa de Madrid y fusilamientos de Paracuellos
Durante el mes de octubre de 1936, las fuerzas sublevadas avanzan hacia Madrid y el 6 de noviembre se encuentran a las puertas de la capital. El gobierno da por perdida la ciudad y se traslada a Valencia precipitadamente, solo con tiempo para entregar dos sobres. Uno al general Miaja con instrucciones para que organice la defensa de Madrid. Otro al general Pozas para que traslade el cuartel general del ejército lejos de una ciudad que, prevén, puede pasar a manos del enemigo. Ese mismo día Santiago Carrillo se afilia al Partido Comunista de España.
Inmediatamente, se forma la Junta de Defensa de Madrid. Queda reunida hasta altas horas de la noche para tratar de impedir que las tropas sublevadas, parapetadas en la Casa de Campo, entren en la ciudad. Santiago Carrillo es nombrado consejero de Orden Público. La Junta desconoce con qué fuerzas se cuenta, aunque se sabe que son insuficientes y mal pertrechadas. Tiene que reclutar gente y organizarla, mantener la estructura de la ciudad (desbordada por los numerosos campesinos que se han refugiado en ella huyendo del avance de las tropas sublevadas) y mantener la moral de su población que ya sabe que el gobierno ha abandonado la ciudad (este episodio bélico se conoce como batalla de Madrid). También valora que hay que impedir, en lo posible, que con la caída de la ciudad el ejército sublevado aumente su potencial ofensivo. Entre otras medidas, se decide evacuar a los presos de las cárceles (Modelo, Porlier, Ventas y otras), militares y civiles simpatizantes de los sublevados.
A la mañana siguiente, el 7 de noviembre, Madrid sufre los bombardeos de la aviación y la artillería, en la Ciudad Universitaria y la Casa de Campo se combate cuerpo a cuerpo y, al otro lado de la ciudad, un convoy de autobuses que traslada a los presos con destino a otras cárceles fuera de la ciudad se desvía o es desviado hacia el municipio de Paracuellos de Jarama, allí los presos son asesinados mediante fusilamiento. Los sucesos se repiten dos días después, esta vez en el municipio de Torrejón de Ardoz. Hasta el 4 de diciembre no todos los convoyes llegarían a su destino. En total, entre 2396 y 5000 presos —algunos autores[¿quién?] elevan estas cifras hasta 12 000—, civiles y militares fueron asesinados y sus cuerpos enterrados en fosas comunes.
El 24 de diciembre de 1936, Santiago Carrillo abandona la Junta de Defensa de Madrid, cuando el frente en Madrid se había estabilizado, y centra todos sus esfuerzos en la dirección política de las Juventudes Socialistas Unificadas, organización que se mostró especialmente combativa durante toda la guerra, con una mayoría de sus afiliados (más de 200 000) integrados en el ejército republicano. 
El 19 de abril de 1937 dimite como presidente de la Junta de Prensa y Propaganda de Madrid con motivo de la no celebración del aniversario de la República el pasado 14 de abril. En una nota de prensa, Carrillo diceː 

"El gobierno ordenó la organización de la fiesta y, a este fin se nombró una comisión. Pero por miedo y presiones de la CNT y FAI esta comisión no ha hecho nada. Este es el secreto de no haberse celebrado la fiesta del 14 de Abril con el esplendor de ritual."

En 1937 pasa a formar parte del buró político del PCE, como miembro suplente. En 1939, el golpe de Estado de Casado en el bando republicano separó definitivamente las posiciones de Santiago Carrillo de las de su padre.

## Exilio y clandestinidad

### La lucha desde París
Al final de la guerra sale a Francia por la frontera catalana, donde se encontraba participando en los últimos combates. 
En 1936 se casó con Asunción Sánchez de Tudela, alias Chon, con la que tuvo una hija, Aurora, que nació con afecciones de salud muy serias y moriría muy joven. Sobre su primera esposa hay diferentes versiones sobre su historia. Según el comunista Enrique Líster, Chon acabó enterrada en el jardín de la casa de Dolores Ibárruri en París.
Desde París viaja a Bélgica donde la IC le prepara un viaje para llegar a Moscú. Viaja por diferentes países para organizar la IJC. A la muerte del secretario general del PCE, José Díaz, desde Cuba, declara que la única capaz de asumir la máxima responsabilidad del PCE es Dolores Ibárruri, Pasionaria. Poco después, Dolores Ibárruri es nombrada secretaria general contra todo pronóstico, desbancando al más claro candidato, Vicente Uribe. Está en Argel cuando es nombrado miembro del Buró político y se le encarga la más alta responsabilidad organizativa del partido en esos momentos: la organización del PCE en España. Desde allí viaja a París como polizón en un barco de guerra francés. En París, en 1944, decide detener la invasión del Valle de Arán. Carrillo consideró que aquella invasión era un disparate en la que habrían muerto la mayoría de los guerrilleros participantes. Ordena que se retiren y organiza los “maquis” hasta su disolución en 1949.
Entre abril de 1946 y enero de 1947 fue ministro sin cartera en el gobierno republicano en el exilio que presidió José Giral, cargo con el que el PCE se distanciaba de los seguidores de Negrín.
En 1948, Carrillo visita a Tito con la petición de armas para la guerrilla; poco tiempo después, la dirección del partido, con la asistencia de Santiago Carrillo, se entrevista con Stalin a petición de este. Stalin, ante los esfuerzos estériles de la guerrilla, aconseja la infiltración en los Sindicatos Verticales, considerándolos una organización de masas legal que los comunistas deben utilizar para combatir el franquismo. La dirección del PCE no está convencida de que deban infiltrase en una organización tan desprestigiada entre los trabajadores, pero salen de la entrevista dispuestos a seguir las recomendaciones de Stalin. Junto a la decisión de infiltrarse en los sindicatos verticales, aunque no fuese sugerido por Stalin, la dirección del partido decide liquidar la lucha armada. Se le encarga a Carrillo que presente la nueva estrategia, algo que hace en la revista comunista Nuestra Bandera.
En 1949, en París, se casa con Carmen Menéndez Menéndez (nacida en 1923), con la que tendrá tres hijos, Santiago, José (Pepe) y Jorge. La familia Carrillo vive con una falsa identidad francesa, Santiago justifica sus largas ausencias con una supuesta profesión de viajante de comercio. Sus propios hijos, durante su primera infancia, desconocerán su verdadera identidad; y todo el peso de la familia “Giscard” recaerá sobre Carmen, que es el sostén económico de la familia, se encarga de la educación de los hijos, los cuidados de la casa y compatibiliza el trabajo con sus actividades como militante del PCE.

### Ascenso a la secretaría general
En los años cincuenta, las relaciones entre la Pasionaria y Carrillo se enfrían por diferencias respecto a la organización del partido en París. Carrillo señala la mala gestión de Uribe (el número dos del PCE en esos momentos), máximo responsable de la organización en Francia. Con anterioridad, otro dirigente, Francisco Antón Sanz, planteó iguales críticas siendo apartado de la dirección y enviado a Varsovia.
En el V Congreso del PCE, celebrado en Checoslovaquia en 1954, Carrillo plantea la democratización del partido.
En 1955 España entra en la ONU a propuesta de Estados Unidos y con el voto favorable de la Unión Soviética. Stalin había muerto en 1953 y se iniciaba un proceso de distensión. Estados Unidos y la URSS habían propuesto, cada uno, la entrada de diferentes países que el otro aprobaría. Santiago Carrillo desde París publica un artículo en Nuestra Bandera aprobando la entrada y plantea la "política de reconciliación nacional". La dirección del PCE, sin conocer la existencia del artículo, hace declaraciones en contra. Carrillo se entera de esas declaraciones cuando el artículo todavía está en la imprenta sin hacer nada por retirarlo. A consecuencia de esta situación Santiago Carrillo estuvo a punto de ser expulsado del partido.
El conflicto planteado por Santiago Carrillo era grave. Carrillo era el máximo responsable político de la organización del PCE en España, controlaba esa organización. La dirección no podía permitir que todo ese poder estuviese en manos de alguien que escapaba a su control y su actitud fue considerada como alta traición.
En esas fechas se celebró el XX Congreso del Partido Comunista de la Unión Soviética (PCUS) donde se excluye a Carrillo de la delegación del partido comunista con la excusa de ser imprescindible en París. Entre sesiones, la dirección del PCE, con Pasionaria a la cabeza, se juramentaba contra Carrillo. Todo indicaba que Carrillo sería expulsado del partido por "fraccionario" cuando Pasionaria llegó a conocer el contenido del Discurso secreto de Nikita Jrushchov, informe para uso interno del PCUS en el que condenaba las prácticas estalinistas y revisaba la estructura del PCUS. Pasionaria entendió que los tiempos habían cambiado, e hizo que el resto de la dirección reconsiderara su postura.
Poco después Santiago Carrillo viaja a Budapest, convocado por la dirección del partido. Carrillo viaja convencido de que será expulsado del partido. Sin embargo, regresa a París como virtual secretario general, ya que Dolores Ibárruri delegó desde entonces todas sus responsabilidades en él. En el VI Congreso del PCE Carrillo accede oficialmente a la Secretaría General al tiempo que Pasionaria es promovida a la Presidencia.

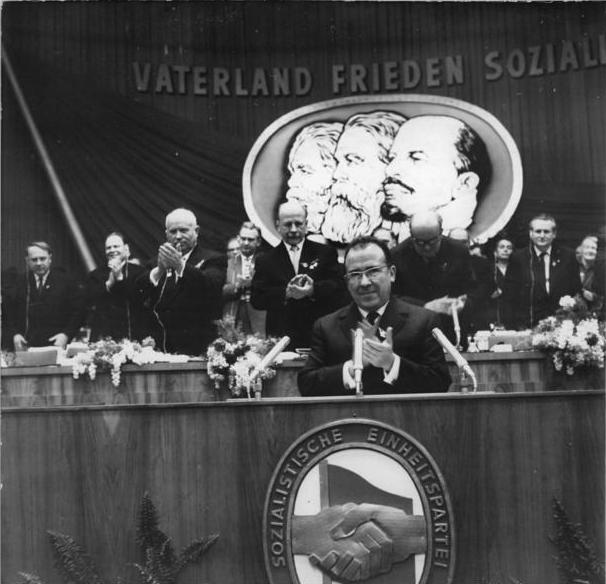
Santiago Carrillo en un congreso del SED,1963. Walter Ulbricht y Nikita Jruschov a su derecha. Nicolae Ceauşescu a su izquierda

Bajo la dirección de Carrillo, el PCE se convirtió en la organización más beligerante de la oposición al franquismo. Cuando Carrillo adquiere protagonismo en el PCE, con el titular «La Matanza de Paracuellos», el franquismo puso en marcha su maquinaria propagandista para responsabilizarle de esas muertes, aunque su responsabilidad todavía es debatida por los historiadores.
Con la ascensión de Carrillo a la Secretaría General, las prácticas estalinistas no desaparecen, solo se suavizan. En 1964 las diferencias de Fernando Claudín y Jorge Semprún son solventadas acusándolos de fraccionarios y expulsándolos del partido. Santiago Carrillo ejerció la Secretaría General con autoridad. Claudín comentaría que en una ocasión planteó en el Comité Central la siguiente cuestión: «Camaradas, ¿no es anormal que después de ocho años, desde que Santiago dirige el trabajo, no hayamos adoptado ninguna resolución contraria a sus posiciones?» Claudín cuenta que tras un silencio Mije dijo: «Sí, una vez, cuando Santiago propuso ir clandestinamente a Asturias rechazamos su postura». El Partido Comunista no logró resolver sus problemas de democracia interna durante el periodo en que Carrillo se mantuvo en su dirección, las disensiones nunca se aceptaron con naturalidad y en la mayoría de los casos se resolvieron con la salida del partido de la posición minoritaria.
A partir de 1968, tras sus críticas a la invasión del Pacto de Varsovia a Checoslovaquia, comienza su distanciamiento de la tutela de la URSS y su acercamiento, junto al líder comunista italiano Enrico Berlinguer, y al francés Georges Marchais, a la línea independiente con respecto a Moscú conocida como eurocomunismo.

## La Transición española
En julio de 1974, Carrillo junto al monárquico Rafael Calvo Serer presenta en París la Declaración de la Junta Democrática de España, en la que el PCE y CCOO habían tenido un papel destacado. En 12 puntos, la Junta Democrática sintetizó las demandas sociales de la oposición democrática española.

En 1976, tras la muerte de Franco, regresa en secreto a España y es detenido, en una acción provocada por él mismo con objeto de poner al gobierno frente a la tesitura de tener que reconocer la existencia y fuerza del partido, así como los esfuerzos desarrollados en el periodo de clandestinidad en la lucha por las libertades.

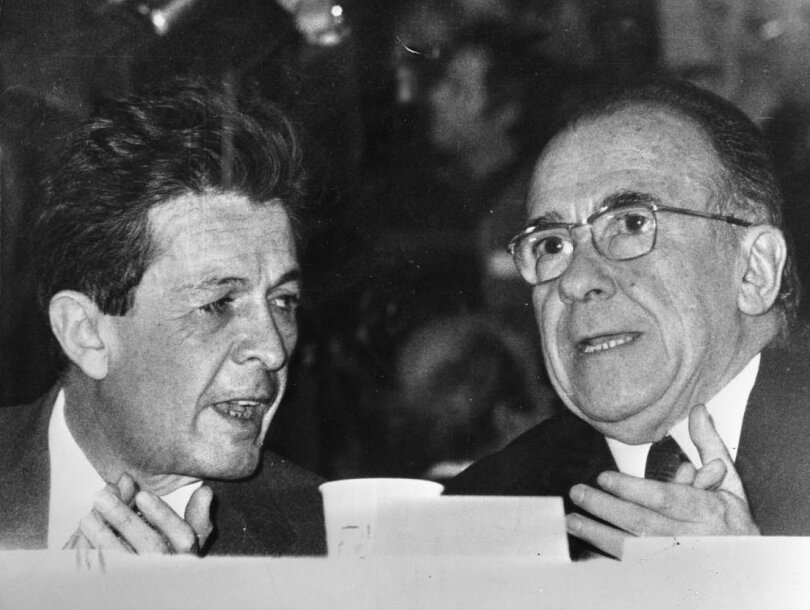
Carrillo en diciembre de 1976 y Enrico Berlinguer, secretario del PCI.

Antes de este retorno ya había mantenido conversaciones, a través de terceros, con el gobierno de Adolfo Suárez. Carrillo había ofrecido garantías de moderación de sus militantes, así como la aceptación del régimen monárquico y de la bandera nacional, adelantándose en esto al propio partido socialista. Sus actividades y mentalidad, más abierta y cautelosa que la de muchos miembros del partido, han hecho que haya sido considerado por algunos historiadores como una de las personalidades que posibilitó el éxito de la transición política a la democracia en España.
Será definitivamente con el atentado de la matanza de Atocha el 24 de enero de 1977, donde mueren tiroteados por un grupo de extrema derecha cuatro abogados afiliados al PCE, cuando muchos estiman que Carrillo consigue el apoyo definitivo de parte de la sociedad española y de Suárez. Un día después se sucede la primera gran manifestación multitudinaria de la izquierda desde la Segunda República, seguida semanas después de decenas de paros y manifestaciones pacíficas, en solidaridad con lo ocurrido y el partido comunista. 

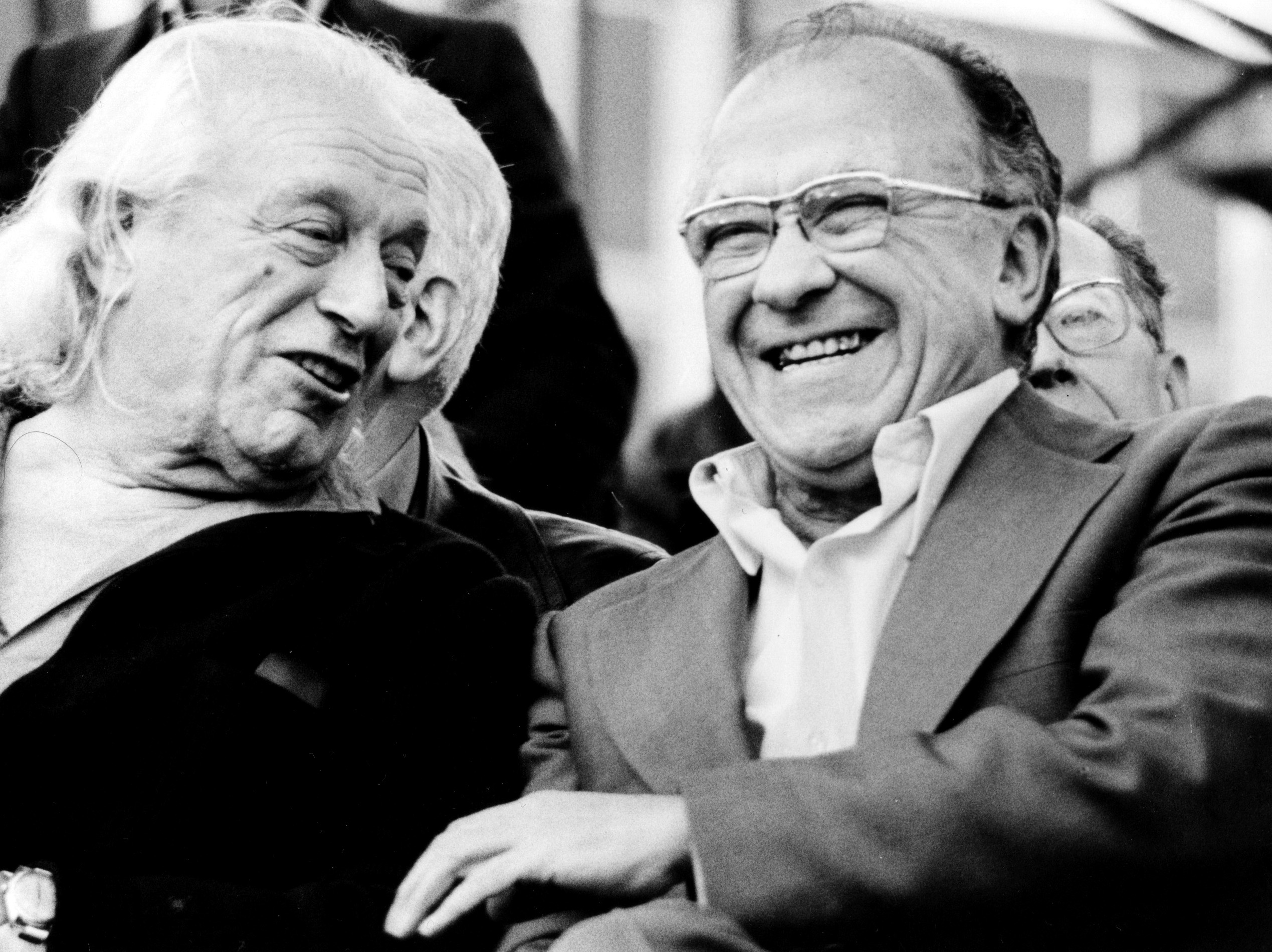
Rafael Alberti y Santiago Carrillo en la primera fiesta del PCE en la Casa de Campo. 1978.

El 27 de enero, Carrillo se encuentra con Suárez y se compromete a que el PCE renuncie a reivindicar la república, a cambio de la legalización. El 2 de marzo, en una reunión celebrada en Madrid con la asistencia de Marchais y Berlinguer, Carrillo presenta de forma oficial el movimiento eurocomunista. El 9 de abril, el PCE es legalizado por el gobierno de Suárez, lo que provoca no pocas tensiones en su seno y cierto ruido de sables, con la dimisión inmediata del ministro de Marina. La declaración de Santiago Carrillo tras conocer la noticia fue:

Acabo de conocer la legalización del PCE. La noticia me produce la misma satisfacción que van a sentir millones de trabajadores y demócratas en España. Es un acto que da credibilidad y fortaleza al proceso de marcha hacia la democracia. Ahora lo indispensable es que los demás partidos sean también legalizados y que se llegue a una auténtica libertad sindical. La clase obrera y los trabajadores de la cultura van a poder hablar, por fin, en nuestro país, con su auténtica voz. Yo no creo que el presidente Suárez sea un amigo de los comunistas. Le considero más bien un anticomunista, pero un anticomunista inteligente que ha comprendido que las ideas no se destruyen con represión e ilegalizaciones. Y que está dispuesto a enfrentar a las nuestras, las suyas. Bien, ése es el terreno en el que deben dirimirse las divergencias. Y que el pueblo, con su voto, decida. Para ello hace falta que la legalización de los partidos esté acompañada de auténticas libertades y de un trato no discriminatorio en los medios de comunicación estatales.

## Periodo democrático
El 15 de junio tienen lugar las primeras elecciones democráticas en las que Carrillo es elegido diputado al Congreso por Madrid, formando después parte como tal en el proceso de elaboración de la nueva Constitución.

### La debacle y su expulsión de la dirección del PCE
Su elección se vería renovada en las sucesivas convocatorias electorales de 1979 y 1982. No obstante, los resultados electorales no eran buenos y comienza a producirse una serie de abandonos de personalidades pertenecientes al denominado sector renovador. Esto lo llevaría a dejar la secretaría general en manos de Gerardo Iglesias, el 6 de noviembre de 1982. Iglesias era mucho más joven y pertenecía a dicho sector crítico, con él no tardó en tener fuertes enfrentamientos que culminaron el 15 de abril de 1985 con la salida de la dirección del partido de Carrillo y sus seguidores.
El año siguiente forma un nuevo partido denominado Partido de los Trabajadores de España-Unidad Comunista (PTE-UC), el cual no tardó en mostrarse incapaz de atraer a los votantes, por lo que termina integrándose en el PSOE junto con sus dirigentes, excepto Carrillo que no acepta el ingreso en el Partido Socialista debido a sus muchos años como militante comunista.

### En segundo plano, los últimos años

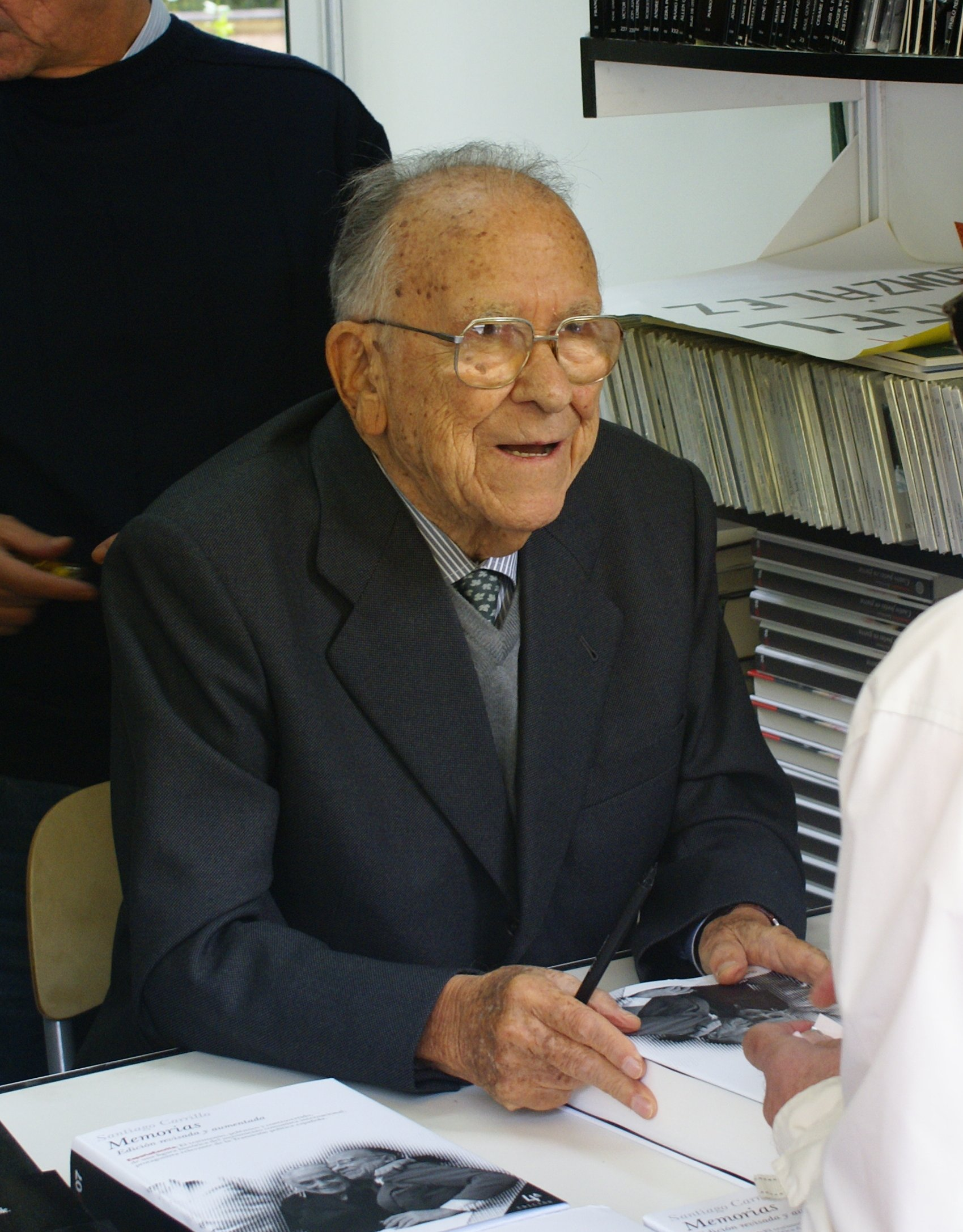
Santiago Carrillo firmando sus Memorias en la Feria del Libro de Madrid en 2006.

El 20 de octubre de 2005 fue investido doctor honoris causa por la Universidad Autónoma de Madrid. La ceremonia estuvo marcada por la actuación violenta de un grupo reducido de personas que acudió a la concentración de protesta. Entre ellos, algunos irrumpieron en la sala con banderas franquistas y profirieron improperios contra Carrillo, llamándole "asesino" y "genocida". Unos meses antes, el 16 de abril, ya habían intentado agredirle miembros de extrema derecha durante una tertulia en una librería de Madrid, con motivo de la presentación del libro Historias de las dos Españas del escritor Santos Juliá. Un suceso similar también se repitió el 23 de febrero de 2006, cuando varias personas insultaron a Santiago Carrillo durante un acto sobre el 25.º aniversario del golpe de Estado del 23-F en la Facultad de Ciencias de la Información de la Universidad Complutense de Madrid.
En sus últimos años siguió colaborando habitualmente con varios medios de comunicación como El País y la Cadena SER.

## Fallecimiento
El 18 de septiembre de 2012, a los noventa y siete años de edad, Santiago Carrillo falleció en su casa mientras dormía la siesta debido a una insuficiencia cardiaca, según informó su familia, pocos meses después de que llegara a ser ingresado en un hospital madrileño por problemas de riego sanguíneo. Unas 25 000 personas despidieron a Santiago Carrillo en su capilla ardiente en el Auditorio Marcelino Camacho de CCOO el miércoles 19 de septiembre desde las 10 horas. En su funeral se hicieron presentes personajes de la dirigencia política española como el rey Juan Carlos I y Soraya Sáenz de Santamaría, en representación del partido gobernante. El rey señaló a la prensa que: «fue [Carrillo] una persona fundamental para la Transición y la Democracia y muy querido».

## Posteridad
El periodista Xuan Cándano considera que no se puede negar la habilidad política de Carrillo, así como su capacidad de adaptación a la realidad cambiante y «cierta astucia para salir indemne de las implacables refriegas internas». Considera también que, por otra parte, tampoco fue muy buen analista político.

### Matanza de Paracuellos
Más de veinte años después de la matanza de Paracuellos, a raíz de que Carrillo fuese nombrado secretario general del PCE, el régimen franquista responsabilizaría directamente a Carrillo de estas matanzas, acusándole de haberlas permitido o amparado en su calidad de consejero de Orden Público. La polémica entre los historiadores sigue aún en la actualidad (véase La responsabilidad de Santiago Carrillo en las matanzas de Paracuellos), existiendo cierto consenso acerca de que Carrillo, en su condición de consejero de Orden Público, difícilmente pudo haber ignorado, al menos desde el 7 de noviembre, que las matanzas estaban teniendo lugar, sin que hubiese hecho nada por evitarlo. Un grupo de autores, encabezado por César Vidal, va más allá y le responsabiliza directamente de la organización y ejecución de las matanzas, sin que las pruebas esgrimidas sean consideradas concluyentes por otros autores como Ian Gibson o Ángel Viñas. Carrillo ha negado siempre su participación o responsabilidad en la matanza. Por su parte, el cónsul de Noruega, Felix Schlayer, aseguró en sus memorias que llegó a reunirse con Carrillo para informarle de que se estaban produciendo las matanzas y que este no le hizo el más mínimo caso.

## Obras
| - ¿Adónde va el Partido Socialista? (Prieto contra los socialistas del interior) (1959). - Después de Franco, ¿qué? (1965). - Eurocomunismo y Estado (1977). - El año de la Constitución (1978). - Memoria de la transición: la vida política española y el PCE (1983). - Problemas de la transición: las condiciones de la revolución socialista (1985). - El año de la peluca (1987). - Problemas del Partido: el centralismo democrático (1988). - Memorias (1993), reeditado en 2007 con nueva introducción y epílogo del autor. - La gran transición: ¿cómo reconstruir la izquierda? (1995). - Un joven del 36 (1996). | - Juez y parte: 15 retratos españoles (1998). - La Segunda República: recuerdos y reflexiones (1999). - ¿Ha muerto el comunismo? Ayer y hoy de un movimiento clave para entender la convulsa historia del siglo XX (2000). - La memoria en retazos: recuerdos de nuestra historia más reciente (2004). - ¿Se vive mejor en la república? (2005). - Dolores Ibárruri: Pasionaria, una fuerza de la naturaleza (2008). - La crispación en España. De la Guerra Civil a nuestros días (2008). - Los viejos camaradas (2010). - La difícil reconciliación de los españoles (2011). - Nadando a contracorriente (2012). (E-book con una selección de artículos escritos a lo largo de 35 años para El País). - La lucha continúa (2012). (Versión física de Nadando a contracorriente, con algunos artículos nuevos). |

## Participación televisiva
- Cuéntame cómo pasó interpretándose a sí mismo, en el capítulo 178 de la décima temporada llamado Antes morir que perder la vida, como líder comunista.
- Siete Vidas interpretándose a sí mismo, en un cameo como antiguo compañero de partido de Soledad Huete.